# Konstytucja Liechtensteinu
Konstytucja Liechtensteinu – ustawa zasadnicza obowiązująca w Księstwie Liechtensteinu. Została wprowadzona 24 października 1921 roku. Zaprojektowana została przez Komitet Konstytucyjny, przy współpracy z delegatami Księcia Jana II Dobrego. W obecnej formie po wprowadzeniu poprawek obowiązuje od 2003 roku.

## Historia
Kiedy Księstwo było częścią Świętego Cesarstwa Rzymskiego nie istniała żadna konstytucja. Pierwsza ustawa zasadnicza Księstwa Liechtensteinu została wprowadzona w życie przez księcia Jana I w roku 1818. Jej ustanowienie było wymuszone przez Akt Związkowy Związku Niemieckiego, który nakazywał państwom członkowskim przyjęcie własnych konstytucji stanowych.
Konstytucja ta była zachowawcza i nie wprowadzała zmian ustrojowych. Podtrzymany został podział stanowy i absolutna władza Księcia. Powołany został parlament − Landtag, który pełnił przede wszystkim funkcje doradcze, a wszystkie uchwalone przez niego ustawy podlegały kontroli władcy, który mógł je przyjąć lub odrzucić. W skład Landtagu wchodzili przedstawiciele duchowieństwa.

### Wiosna Ludów
Pierwsze próby zmiany ustroju w Księstwie pojawiły się podczas Wiosny Ludów, w 1848 roku. Wybuchły wówczas zamieszki, które jednak dzięki działaniom historyka Petera Kaisera zakończyły się pokojowo. Przedstawiciele reformatorów złożyli petycję do urzędującego Księcia − Alojzego II, w której zamieścili takie postulaty, jak nadanie nowej konstytucji, możliwość swobodnego wyboru przedstawicieli oraz zniesienie podziału feudalnego. Książę Alojzy był przeciwny reformom i specjalnie przedłużał prace nad nową ustawą zasadniczą, aż do momentu wygaśnięcia niepokoi społecznych.

### Pierwsza Konstytucja
W roku 1858 zmarł Książę Alojzy, a władzę przejął jego syn − Jan II. Nowy władca był zwolennikiem zmian ustrojowych w Księstwie, dlatego też pracę nad nową konstytucją. Jego reformatorskie zapatrywania doprowadziły do uchwalenia tzw. Pierwszej Konstytucji (niem. Erste Verfassung) w 1862 roku.
Nowa ustawa zasadnicza wprowadziła częściowo niezależną władzę ustawodawczą, którą stanowił demokratycznie wybierany Landtag. Skłał się on z 15 deputowanych, z czego dwunastu wybierał lud, a trzech było nominowanych przez Księcia. Po raz pierwszy w historii Liechtensteinu ograniczone zostały prawa władcy, który od tej pory nie pełnił władzy absolutnej, lecz musiał również liczyć się z parlamentem i jego ustawami. Nadal jednak w jego kompetencjach pozostawała władza wykonawcza i pewne aspekty władzy sądowniczej, miał możliwość wydawania dekretów, kontrolowania administracji oraz do wyrażania zgody na podpisywanie traktatów międzynarodowych. Tylko pierwsza instancja sądów znajdowała się na terenie Księstwa, pozostałe znajdowały się w Austrii, w Innsbrucku oraz Wiedniu. Podstawą do działania władzy sądowniczej było prawo austriackie (kodeks cywilny z 1812 i karny z 1852 roku).

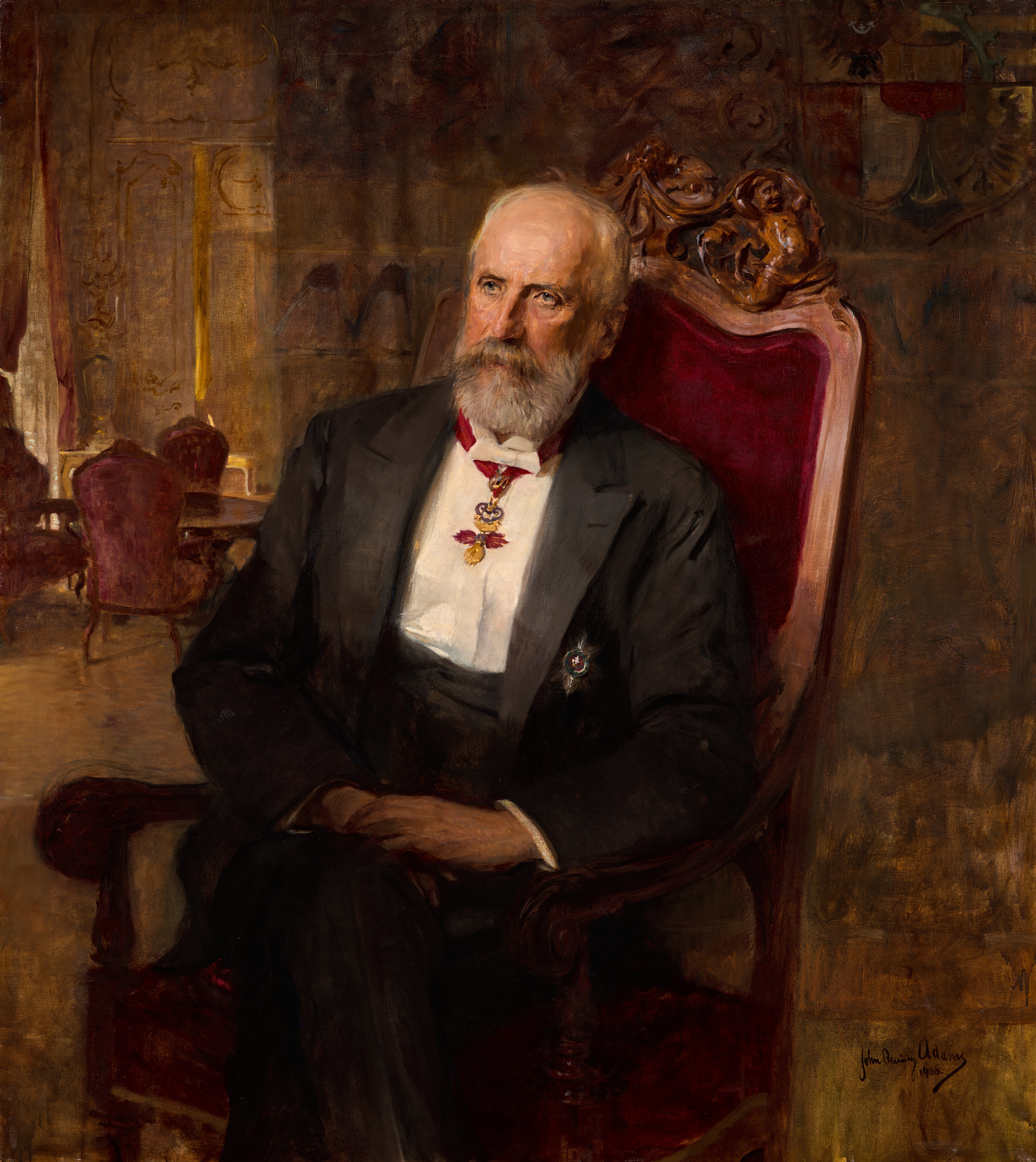
W okresie panowania Jana II Dobrego wprowadzono dwie konstytucje.

### Konstytucja z 1921 r.
Pierwsza Konstytucja obowiązywałą z drobnymi zmianami bez przeszkód, aż do wybuchu I wojny światowej w 1914 roku. Księstwo Liechtensteinu ogłosiło neutralność w trakcie konfliktu, co stanowiło problem, ze względu na związek państwa z Austro-Węgrami. Potrzeba zerwania zależności państwa od Austro-Węgier stała się jasna, pod koniec wojny, w obliczu porażki państw centralnych. Liechtenstein i Austria były powiązane unią celną, walutową i pocztową.
Alternatywą dla Liechtensteinu była Szwajcaria, która wspierała Księstwo, wysyłając dostawy mąki, które uchroniły Księstwo przed klęską głodu. Rząd krajowy składał się w większości z zagranicznych (austriackich) polityków, a premierem był austriacki baron Leopold von Imhof. Powodowało to, że mieszkańcy Liechtensteinu nie mieli swoich własnych przedstawicieli w krajowych władzach. To zaś przyczyniło się do powstania dwóch partii: Chrześcijańsko-Społecznej Partii Ludowej, która opowiadała się za zmianą orientacji zagranicznej państwa; oraz Postępowej Partii Obywatelskiej, która chciała pozostać w silnych stosunkach z Austrią.
W 1918 roku odbyły się pierwsze wybory bezpośrednie do Landtagu, z udziałem partii politycznych. Wybory wygrała Partia Ludowa, która była za reformami w państwie i jeszcze w 1918 roku został powołany Komitet Konstytucyjny, którego zadaniem było opracowanie nowej ustawy zasadniczej przy współpracy z delegatami Księcia.
Konstytucja została zaakceptowana przez parlament 24 sierpnia 1921 roku i oficjalnie opublikowana 24 października 1921 roku.

#### Nowelizacja konstytucji w 2003 r.
W marcu 2003 roku zostało przeprowadzone referendum konstytucyjne. Po tym jak książę Jan Adam II ogłosił, że w przypadku odrzucenia wniosku przez naród, opuści kraj, aż 64,3% obywateli opowiedziało się za wprowadzeniem poprawek. Zmiany te zaburzyły równowagę między władzą Księcia i ludu. Dzięki poprawkom książę zyskał m.in. prawo absolutnego weta, inicjatywę ustawodawcza, możliwość dowolnego rozwiązywania parlamentu i odwołania rządu (czego nie może zrobić parlament). Nowelizacja wprowadziła również możliwość wyrażenia wotum nieufności i usunięcia monarchy ze stanowiska przez lud w odpowiednim referendum. Konstytucja gwarantuje także możliwość zniesienia monarchii w drodze referendum.
Zmiany w Liechtensteinie odbiły się szerokim echem w Europie i były krytykowane m.in. przez Radę Europy, a część komentatorów przyrównywało ustrój Księstwa do monarchii absolutnej, albowiem Książę miał od tej pory największą władzę ze wszystkich monarchów europejskich.

## Rozdziały
Konstytucja Liechtensteinu składa się z dwunastu rozdziałów (pierwotnie z dziewięciu), które są podzielone na 115 artykułów:
- Rozdział I: Księstwo (niem. Das Fürstentum)
- Rozdział II: Panujący Książę (niem. Vom Landesfürsten)
- Rozdział III: Zadania Państwa (niem. Von den Staatsaufgaben)
- Rozdział IV: Podstawowe prawa i obowiązki obywateli (niem. Von den allgemeinen Rechten und Pflichten der Landesangehörigen)
- Rozdział V: Landtag (niem. Vom Landtage)
- Rozdział VI: Komisja Krajowa (niem. Vom Landesausschusse)
- Rozdział VII: Rząd (niem. Von der Regierung)
- Rozdział VIII: Sądy (niem. Von den Gerichten)
  - Podrozdział A: Postanowienia ogólne (niem. Allgemeine Bestimmungen)
  - Podrozdział B: Sądy powszechne (niem. Die ordentlichen Gerichte)
  - Podrozdział C: Trybunał Administracyjny (niem. Der Verwaltungsgerichtshof)
  - Podrozdział D: Trybunał Państwowy (niem. Der Staatsgerichtshof)
- Rozdział IX: Organy władzy i urzędnicy państwowi (niem. Von den Behörden und Staatsbediensteten)
- Rozdział X: Gminy (niem. Von den Gemeinden)
- Rozdział XI: Gwarancje konstytucyjne (niem. Die Verfassungsgewähr)
- Rozdział XII: Postanowienia końcowe (niem. Schlussbestimmungen)

## Treść
Konstytucja zaczyna się preambułą:

My, Jan II, z łaski Boga suwerenny Panujący Książę Liechtensteinu, Książę Opawy, hrabia Rietberg etc., etc., etc., obwieszczamy niniejszym, iż Konstytucja z dnia 26 września 1862 r. została zmieniona przez Nas za zgodą Naszego Landtagu w następujący sposób:

Konstytucja określa ustrój państwa jako konstytucyjna monarchia dziedziczna, demokratyczna i parlamentarna, a władza należy do Księcia i Narodu. Księstwo jest związkiem państwowym dwóch regionów, obejmującym jedenaście gmin. Konstytucja określa stolicę (Vaduz), barwy narodowe oraz godło, a także język urzędowy (niemiecki).

### Władza zwierzchnia
Władzę zwierzchnią w państwie pełni Książę lub wyznaczony przez Księcia potomek, pełniący jego obowiązki jako regent. Książę jest głową państwa i sprawuje władzę reprezentacyjną jako przedstawiciel Księstwa we wszystkich stosunkach zagranicznych. Władca posiada immunitet i nie podlega władzy sądowniczej.

### Władza wykonawcza
Władzę wykonawczą pełnią Książę oraz Rząd.
Każde prawo uchwalone przez parlament musi zostać potwierdzone przez Księcia zanim nabierze mocy. Książę może wyznaczać urzędników państwowych, a także decydować w sprawach obrad parlamentu. W sytuacjach kryzysowych Książę może samodzielnie rządzić państwem poprzez rozporządzenia nadzwyczajne, które mogą ograniczać niektóre postanowienia Konstytucji.
Rząd składa się z premiera i czterech radców rządowych. Wszyscy członkowie rządu muszą być obywatelami Liechtensteinu. Ponadto istnieje zasada, że muszą się z nim znaleźć przynajmniej dwie osoby z każdego okręgu (Oberland i Unterland). Kadencja rządu wynosi cztery lata. Radcy rządowi są wyznaczani przez premiera i akceptowani przez parlament.

### Władza ustawodawcza
Władzę ustawodawczą pełni Landtag – parlament. W jego skład wchodzi 25 deputowanych, wybranych w wyborach. Wybory parlamentarne w Liechtensteinie są pięcioprzymiotnikowe: bezpośrednie, równe, tajne, powszechne i proporcjonalne. Państwo jest podzielone na dwa okręgi wyborcze: Unterland, na który przypada dziesięć mandatów oraz Oberland, na który przysiada piętnaście mandatów. Próg wyborczy wynosi 8%. Kadencja trwa cztery lata. Pracami Landtagu kieruje Przewodniczący, który jest wybierany na pierwszym posiedzeniu każdego roku, na dany rok. Podczas trwania obrad Landtagu deputowani posiadają immunitet, chyba że zostaną przyłapani in flagrante delicto. Żeby postanowienia Landtagu były ważne konieczna jest obecność ⅔ deputowanych oraz bezwzględna większość głosów.
Kiedy Landtag nie obraduje część jego funkcji pełni powoływana na ten okres pięcioosobowa Komisja Krajowa, w skład której wchodzą Przewodniczący Landtagu oraz czterej deputowani.

#### Inicjatywa ustawodawcza
Inicjatywę ustawodawczą w Liechtensteinie posiadają: Książę (za pośrednictwem Rządu), Landtag oraz obywatele.

### Władza sądownicza
Władzę sądowniczą sprawują sądy powszechne i Trybunał Administracyjny oraz Trybunał Państwowy, a w pewnych aspektach także Książę, który m.in. powołuje sędziów. Sądownictwo powszechne sprawują sądy w trzech instancjach: pierwsza – Książęcy Sąd Krajowy w Vaduz; druga – Książęcy Wyższy Sąd Krajowy w Vaduz; trzecia – Książęcy Sąd Najwyższy.

### Prawa i obowiązki obywatelskie
Konstytucja zakazuje stosowania kary śmierci, a żadnego obywatela nie można poddawać okrutnemu lub poniżającemu traktowaniu, lub karze. Wszyscy obywatele są równi. Gwarantuje się wolność osobistą, nienaruszalność domu oraz tajemnicę korespondencji i dokumentów. Kościół rzymskokatolicki jest kościołem państwowym i jako taki korzysta z pełnej ochrony państwa; innym wyznaniom gwarantuje się prawo do wyznawania i praktykowania swojej wiary w granicach określonych przez dobre obyczaje i porządek publiczny.

### Gwarancje konstytucyjne
Co najmniej 1500 obywatelom państwa przysługuje prawo do zgłoszenia inicjatywy zniesienia monarchii. W przypadku przyjęcia takiej inicjatywy przez naród, Landtag ma obowiązek opracowania nowej konstytucji opartej na zasadzie republikańskiej oraz poddania jej najwcześniej po roku, a najpóźniej po dwóch latach, pod referendum.